# 田承忠
田承忠（1953年7月—），男，汉族，山东肥城人，中华人民共和国政治人物。哈尔滨船舶工程学院（今哈尔滨工程大学）机械工程系毕业，中共中央党校研究生院在职研究生班法学专业研究生学历。田纪云三弟田纪震之子。

## 生平
1971年6月参加工作，1979年10月加入中国共产党。历任中共河南省临颍县委副书记、县长、县委书记、县人大常委会主任，漯河市政府副秘书长兼市计划委员会主任、副市长兼罗和高新技术产业开发区党委书记、管委会主任，市委常委、常务副市长；平顶山市委副书记、市长、市委书记等职。2003年5月，任中共武汉市委副书记、市委党校校长、市总工会主席。2004年9月，任中共襄樊市委书记、市人大常委会主任。2008年1月，当选湖北省人民政府副省长，2010年4月任国务院三峡工程建设委员会委员。2013年1月，不再担任湖北省副省长，当选为湖北省人大常委会副主任。2017年1月，不再担任湖北省人大常委会副主任。

## 家族
- 父亲：田纪震（1932年9月6日 - ），曾担任河南省新乡市市长、市委书记。
- 伯父：田纪云（1929年6月－），曾任中华人民共和国国务院副总理、国务院秘书长，第八、第九届全国人大常委会副委员长等职。